# 1735
Перша наукова революція •  Глухівський період в історії Гетьманщини •  Російська імперія

## Геополітична ситуація
Османську імперію очолює Махмуд I (до 1754). Під владою османського султана перебувають Близький Схід та Єгипет, Середземноморське узбережжя Північної Африки, частина Закавказзя, значні території в Європі: Греція, Болгарія та Сербія. Васалами османів є Волощина та Молдова.
Священна Римська імперія охоплює, крім німецьких земель, Угорщину з Хорватією, Трансильванію, Богемію, Північну Італію, Австрійські Нідерланди. Її імператор — Карл VI Габсбург (до 1740). Король Пруссії — Фрідріх-Вільгельм I (до 1740).
На передові позиції в Європі вийшла Франція, якою править Людовик XV (до 1774). Франція має колонії в Північній Америці та Індії.
Король Іспанії — Філіп V з династії Бурбонів (до 1746). Королівству Іспанія належать південь Італії, Нова Іспанія, Нова Гранада та Віцекоролівство Перу в Америці, Філіппіни. Королем Португалії є Жуан V (до 1750). Португалія має володіння в Бразилії, Африці, Індії, в Індійському океані й Індонезії.
Північ Нідерландів займає Республіка Об'єднаних провінцій. Вона має колонії в Північній Америці, Індонезії, на Формозі та на Цейлоні. Великою Британією править Георг II (до 1760). Британія має колонії в Північній Америці, на Карибах та в Індії. Король Данії та Норвегії — Крістіан VI (до 1746), на шведському троні сидить Фредерік I (до 1751). На Апеннінському півострові незалежні Венеційська республіка та Папська область. у Речі Посполитій королює Август III Фрідріх (до 1763). На троні Російської імперії сидить Анна Іванівна (до 1740).
Україну розділено по Дніпру між Річчю Посполитою та Російською імперією. Після смерті гетьмана Лівобережної Данила Апостола влада в Україні перейшла до Правління гетьманського уряду. Пристановищем козаків стала Нова Січ. Існує Кримське ханство, якому підвладна Ногайська орда.
В Ірані правлять Сефевіди.
Значними державами Індостану є Імперія Великих Моголів, Імперія Маратха. В Китаї править Династія Цін. У Японії триває період Едо.

## Події

### В Україні
- Замість Івана Малашевича кошовим отаманом Війська Запорізького Низового було призначено Івана Білицького.
- Польсько-російські війська практично придушили повстання Верлана.

### У світі
- Росія та Персія підписали Ганджинську угоду, за якою Росія поступалася недавніми завоюваннями на Кавказі.
- Розпочалася Російсько-турецька війна (1735—1739) як наслідок російсько-османських суперечностей, що загострилися у зв'язку з Російсько-польською війною 1733—1735 та набігами кримських татар.
- 14 жовтня розпочалася Іспансько-португальська війна (1735–1737), конфлікт у Південній Америці, що виник через розмежування колоніальних володінь Іспанії та Португалії.
- Японський Імператор Накамікадо передав трон своєму сину Терхіто, який прийняв ім'я Імператора Сакураматі.
- Ґриґоре Ґіка ІІ змінив на посаді Господаря Молдовського князівства Константина Маврокордата.
- У Російській імперії почалося Башкирське повстання (1735—1740) — найбільше в серії башкирських повстань XVII—XVIII століть.
- Адміністративний центр Маврикію перенесено з Гранд-Порту в Порт-Луї, а губернатором острова призначено Мае де Лябурдонне.
- Абрахам Патрас став генерал-губернатором Нідерландської Ост-Індії.
- Франція запровадила карткові гроші в Луїзіані.
- У Війні за польську спадщину сторони досягнули згоди й наступило перемир'я. Станіслав Лещинський став польським королем у Варшаві, Август III Фрідріх — у Кракові. Договір підписали тільки в 1738 році.
- Китайським імператором став Хунлі.

### Наука
- Шведський хімік Георг Брандт відкрив кобальт, хімічний елемент з атомним номером 27, що належить до групи 8 періодичної системи елементів.
- Швейцарський математик Леонард Ейлер першим розв'язав проблему знаходження суми ряду обернених квадратів.
- Леонард Ейлер проаналізував задачу про сім мостів Кенігсберга і показав, що вона не має розв'язку.
- Шведський природознавець Карл Лінней видав книгу «Система природи», фактично, започаткувавши наукову біологічну систематику.
- Джордж Гедлі опублікував перше пояснення пасатів.
- Уперше успішно проведено апендектомію.

### Культура
- Американський журналіст Джон Пітер Зенгер добився оправдання у справі звинувачення в наклепі, що мало велике значення для становлення свободи слова.
- Відбулася прем'єра опери Генделя «Альчіна».
- У Росії засновано орден святої Анни на честь доньки Петра I.
- У Москві відлили Цар-дзвін.

## Засновано та зведено

### Населені пункти
- Гурівщина — нині село в Україні, в Києво-Святошинському районі Київської області.
- Шпитьки — нині село в Україні, в Києво-Святошинському районі Київської області.
- Тулун — нині місто в Росії, адміністративний центр Тулунського району Іркутської області.
- Атол — нині місто в окрузі Вустер штату Массачусетс в США.

### Споруди
- Будинок митрополита (Київ) — колишня резиденція київських митрополитів. Нині — музейний заклад у складі Національного заповідника «Софія Київська».
- Церква Преображення Господнього (Підлисся) — греко-католицький парафіяльний храм, що й нині діє. Пам'ятка архітектури національного значення.
- Матансаський собор — католицький катедральний собор на Кубі.
- Орська фортеця — фортеця на лівому березі Уралу при впадінні в нього річки Ор. Засновник — російський вчений-географ Іван Кирилов.
- Цар-дзвін — гігантський бронзовий дзвін, відлитий у Російській імперії протягом 1733—1735 років. Пам'ятка московського ливарного мистецтва XVIII століття.

## Народились
Див. також Категорія:Народились 1735
- 1 січня — Пол Ревір, срібляр, що став одним з найвідоміших героїв Американської революції.
- 21 квітня — Кулібін Іван Петрович, російський механік-винахідник.
- 5 червня — Ганнібал Іван Абрамович, військовий діяч Російської імперії, головнокомандувач Чорноморським флотом, засновник Херсона.
- 28 вересня — Огастас Фіцрой, 11-й прем'єр-міністр Великої Британії.
- 30 жовтня — Джон Адамс, один з лідерів американської революції, політик, другий президент США.

## Померли
Див. також Категорія:Померли 1735
- 8 квітня — Ференц II Ракоці, князь Трансільванії, останній старший представник династії Ракоці.
- 8 жовтня — Їньчжень, манчжурський політичний діяч, Імператор Китаю династії Цінь.